# Plantation Island
Plantation Island és una concentració de població designada pel cens dels Estats Units a l'estat de Florida. Segons el cens del 2000 tenia 202 habitants.

## Demografia
Segons el cens del 2000, Plantation Island tenia 202 habitants, 92 habitatges, i 57 famílies. La densitat de població era de 132,2 habitants/km².
Dels 92 habitatges en un 18,5% hi vivien nens de menys de 18 anys, en un 54,3% hi vivien parelles casades, en un 3,3% dones solteres, i en un 38% no eren unitats familiars. En el 28,3% dels habitatges hi vivien persones soles el 9,8% de les quals corresponia a persones de 65 anys o més que vivien soles. El nombre mitjà de persones vivint en cada habitatge era de 2,2 i el nombre mitjà de persones que vivien en cada família era de 2,65.
Per edats la població es repartia de la següent manera: un 14,4% tenia menys de 18 anys, un 9,4% entre 18 i 24, un 21,3% entre 25 i 44, un 32,7% de 45 a 60 i un 22,3% 65 anys o més.
L'edat mediana era de 48 anys. Per cada 100 dones de 18 o més anys hi havia 119 homes.
La renda mediana per habitatge era de 38.750 $ i la renda mediana per família de 45.208 $. Els homes tenien una renda mediana de 31.667 $ mentre que les dones 30.833 $. La renda per capita de la població era de 21.581 $. Entorn del 13,8% de les famílies i el 14,6% de la població estaven per davall del llindar de pobresa.

## Poblacions més properes
El següent diagrama mostra les poblacions més properes.